# Szárít Chadád
Szárit Chadád, nemzetközi átírással Sarit Hadad, héberül שרית חדד, eredeti nevén Szárá Chodedtov, nemzetközi átírással Sara Hodedtov, héberül שרה חודדטוב (Chaderá, 1978. szeptember 20. –) izraeli énekesnő.
Zenészcsaládba született, mint csodagyereket hamar felfedezték. Nyolcéves korában már egy helyi klubban zongorázott, ami csak két évvel később jutott a szülei tudomására, amikor is a koncertek abbamaradtak. A zongorát otthagyva idővel más hangszereken – orgonán, gitáron, tangóharmonikán és a darbuka nevű közel-keleti dobon – is megtanult játszani. Tizenöt éves korában csatlakozott a Chaderái Ifjúsági Zenekarhoz (Lahakát Cáirí Chaderá; להקת צעירי חדרה), amely az első lépést jelentette szólóénekesi karrierje felé, és megismerkedett Áví Guetával, aki később a menedzsere lett, miután sikerült meggyőznie Szárit szüleit lányuk különleges tehetségéről és e tehetség kiművelésének fontosságáról. Iskolaévei legnagyobb részében – előadói pályájával párhuzamosan – a Chaderái Demokratikus Iskolába (Bét HáSzéfer HáDemokrátí BöChaderá; בית הספר הדמוקרטי בחדרה) járt.
Popénekesi karrierje meglehetősen sikeresen alakult, lemezei közül több is platina-, ill. aranylemez lett, és számos dala felkerült az izraeli toplistákra. Az izraeli televízió 2002-ben őt választotta ki, hogy országa képviseletében részt vegyen az Észtországban megrendezett 2002-es Eurovíziós Dalfesztiválon. A francia Wikipédia szerint fellépését az izraeli politikai helyzet (a 2000 végén kirobbant „második intifádát” követően kiújult izraeli–palesztin harcok) miatt többen kifogásolták, az Eurovízió zsűrije azonban nem tartotta indokoltnak a versenyből való kizárását. Dala, a Gyújtsunk egy gyertyát közösen (Nádlik böjachad ner; ”נדליק ביחד נר„) a tizenkettedik helyen végzett.
Nevét nemcsak Izraelben, hanem az egész világon ismerik, a portugál Wikipédia pedig mindemellett megjegyzi, hogy fellépései és gyakori tévészereplései mellett mindig szakít időt arra, hogy a fogyatékos és beteg gyerekek javára rendezett gálaműsorokon fellépjen. 2006 decemberében tömegeket vonzott „Sing with Sarit” elnevezésű amerikai körútjának New York-i, miami és Los Angeles-i állomásain adott koncertjeivel.

## Lemezei
- 1995 Az élet tüze (Nicoc hachajím; ”ניצוץ החיים„)
- 1996 Live in France (Szárit Chadád böhofáá chajá böCárfat; ”שרית חדד בהופעה חיה בצרפת„)
- 1997 Az út, amelyet választottam (Haderech sebácharti; ”הדרך שבחרתי„)
- 1997 Arabul (Böarávít; ”בערבית„)
- 1998 Az élet törvénye (Chok hachajím; ”חוק החיים„)
- 1999 Mint Hamupipőke (Kmo Szinderelá; ”כמו סינדרלה„)
- 1999 Live at Heichal Hatarbut[3] (Szárit Chadád böhofáá chajá böHéchál Hatarbut; ”שרית חדד בהופעה חיה בהיכל התרבות„)
- 2000 Azt csinálok, amit akarok (Láászot ma sebá li; ”לעשות מה שבא לי„)
- 2001 Édes ábrándok (Aslájot metukot; ”אשליות מתוקות„)
- 2002 Szerelemgyerek (Jaldá sel ahavá; ”ילדה של אהבה„)
- 2003 Csak a szerelem szülhet szerelmet (Rak ahava tavi ahava; ”רק אהבה תביא אהבה„)
- 2004 Ünnepség (Chagigá; ”חגיגה„)
- 2005 Miss Music (Miss Music; ”מיס מיוזיק„)
- 2007 Az ember, aki figyel rám (Ze sesomer alaj; "זה ששומר עליי")
- 2009 Az élet, akár egy verseny (Merotz Hachaim; "מרוץ החיים")
- valamint a következő albumokból készült DVD-k: „Kmo Szinderelá”, „Láászot ma sebá li”, „Aslájot metukot”, „Jaldá sel ahavá”, „Rak ahavá taví ahavá”, „Chagigá”, "Miss Music" (Kol haAnasim haSmechim címmel), Merotz haChayim.
- 2010 שרית חדד בקיסריה מרוץ החיים 2009
- 2011 20
- 2013 ימים של שמחה חלק א'
- 2015 שרית חדד
- 2017 שרה שרה

## Külső hivatkozások
- Szárit Chadád hivatalos honlapja Archiválva 2014. május 18-i dátummal a Wayback Machine-ben (héberül és angolul)
- Szári Chadád hivatalos Youtube-csatornája: Sarit Hadad Official (hozzászólások: héberül és angolul)
- Szárit Chadád oldala a MySpace-en (angolul)
- Szárit Chadád 2006-os turnéja az Amerikai Egyesült Államokban (angolul)
- Szárit Chadád-diszkográfia (angolul)
- A „Nádlik böjachad ner” című dal szövege (héberül és angolul)
- Szárit Chadád dalszövegei (héberül)
- Szárit Chadád-klipek a YouTube-on